# شهرستان اتکینسون (جورجیا)
شهرستان اتکینسون، جورجیا (به انگلیسی: Atkinson County, Georgia) یک سکونتگاه مسکونی در ایالات متحده آمریکا است که در جورجیا واقع شده‌است.

## خصوصیات
شهرستان اتکینسون ۸۹۰٫۹۶ کیلومترمربع مساحت دارد.